# Ethobunus
Ethobunus – rodzaj kosarzy z podrzędu Laniatores i rodziny Zalmoxidae liczący ponad 30 gatunków

## Występowanie
Przedstawiciele rodzaju rozprzestrzenieni są od Meksyku i Kuby, przez Antyle i Amerykę Środkową, po Wenezuelę.

## Systematyka
Opisano 33 gatunków należących do tego rodzaju:
| - Ethobunus acanthotibialis (Goodnight & Goodnight, 1953) - Ethobunus albitrochanteris (Roewer, 1933) - Ethobunus armatus (Roewer, 1954) - Ethobunus atroluteus (Roewer, 1949) - Ethobunus brasiliensis (Mello-Leitão, 1941) - Ethobunus brevis (Roewer, 1949) - Ethobunus calvus (González-Sponga, 2000) - Ethobunus ceriseus (Sørensen, 1932) - Ethobunus cubensis (Šilhavý, 1979)) - Ethobunus filipes (Roewer, 1949) - Ethobunus foliatus (Goodnight & Goodnight, 1983) - Ethobunus gertschi (Goodnight & Goodnight, 1942) - Ethobunus goodnighti (Rambla, 1969) - Ethobunus gracililongipes (González-Sponga, 1987) - Ethobunus gracilipes (Roewer, 1949) - Ethobunus llorensis (Goodnight & Goodnight, 1983) - Ethobunus longus (Goodnight & Goodnight, 1942) | - Ethobunus meridionalis (Caporiacco, 1951) - Ethobunus minutus (Goodnight & Goodnight, 1977) - Ethobunus misticus (Goodnight & Goodnight, 1977) - Ethobunus parallelus (Goodnight & Goodnight, 1942) - Ethobunus pecki (Rambla, 1969) - Ethobunus pilosus (Goodnight & Goodnight, 1953) - Ethobunus rectipes (Roewer, 1927) - Ethobunus simplex Chamberlin, 1925 - Ethobunus tarsalis (Banks, 1909) - Ethobunus tenuis (Roewer, 1949) - Ethobunus trochantericus (Roewer, 1949) - Ethobunus tuberculatus (Goodnight & Goodnight, 1947) - Ethobunus vitensis (Goodnight & Goodnight, 1983) - Ethobunus xiomarae (González-Sponga, 1998) - Ethobunus zalmoxiformis (Roewer, 1949) - Ethobunus zebroides (Šilhavý, 1979) |